# ラリトプル郡
ラリトプル郡(ラリトプルぐん、ネパール語: ललितपुर जिल्ला)は、ネパール東部のバグマティ州の郡。
郡都はパタン（ラリトプル）。
2021年国勢調査の人口は54万8401人。
面積は385km2。
ネパール地震 (2015年)で特に甚大な被害があり、ネパール政府から優先地域に指定された。